# Route 117 (Québec)
Pour les articles homonymes, voir Route 117.
La route 117 (R-117) est une route nationale québécoise qui suit une orientation nord / sud sur la rive nord du fleuve Saint-Laurent. Elle dessert les régions administratives de Montréal, de Laval, des Laurentides, de l'Outaouais et de l'Abitibi-Témiscamingue. Elle est le seul lien direct entre le sud du Québec et l'Abitibi-Témiscamingue.

## Origines
La route 117 tire son origine de la Grande Ligne, qui fut construite en 1804 pour rattacher les fidèles de Saint-Janvier (Mirabel) à l'église de Sainte-Thérèse. Sous l'ancien système de numérotation des routes, elle fut connue sous le nom de route 11, route 58 et route 59.

## Tracé

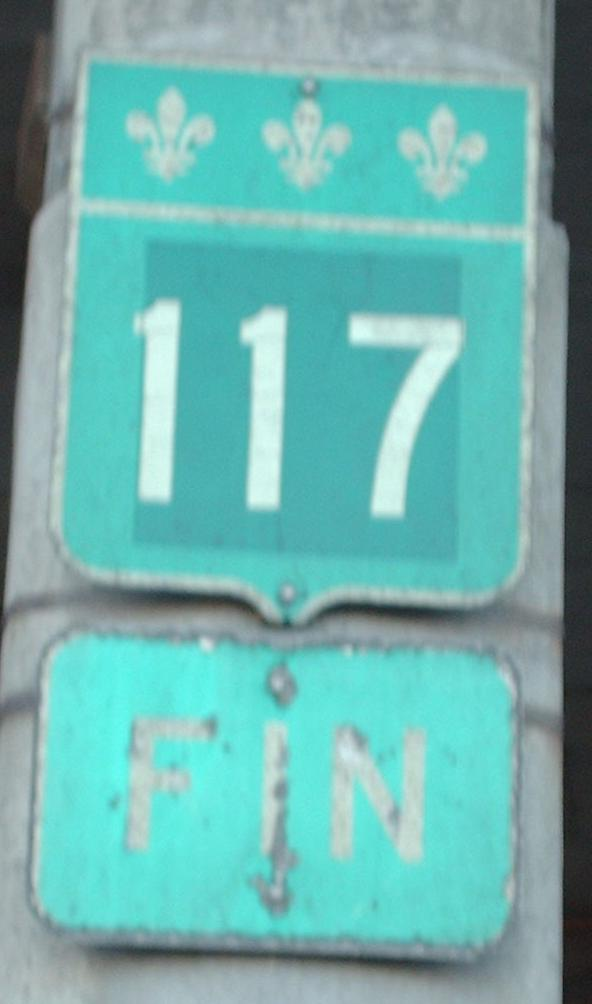
Fin de la route 117 sur le boulevard Marcel-Laurin à Montréal, près de l'échangeur Décarie. À noter que ces pancartes ont été retirées.

De l'échangeur Décarie à Montréal, la route 117 se dirige vers le nord sous le nom du « Boulevard Marcel-Laurin » (arrondissement Saint-Laurent) et « Boulevard Laurentien » (arrondissement Ahuntsic-Cartierville). Elle traverse ensuite la rivière des Prairies sur le pont Lachapelle pour atteindre l'Île Jésus. Elle traverse la ville de Laval comme étant le boulevard Curé-Labelle, en l'honneur de François-Xavier-Antoine Labelle et garde ce nom dans la majorité des municipalités des Laurentides qu'elle relie.
Elle traverse ensuite la rivière des Mille Îles sur le pont Marius-Dufresne pour atteindre la rive-nord à Rosemère. Elle entreprend la traversée des Basses-Laurentides (Sainte-Thérèse, Blainville, Mirabel, Saint-Jérôme, Prévost, Piedmont, Saint-Sauveur), jusqu'à Sainte-Agathe-des-Monts, où elle fait un chevauchement avec la route 329. Elle devient alors le principal lien routier vers le nord et prend la forme d'une route à chaussées séparées.
À Mont-Tremblant, elle croise les routes 323 et 327. Puis, après avoir contourné Labelle, à l'intersection du chemin de la Minerve, elle devient une route à chaussée unique. Elle retrouve la forme d'une route à chaussées séparées sur 5,6 km sur le contournement du secteur L'Annonciation de la ville de Rivière-Rouge où elle croise la route 321 via un carrefour giratoire, et redevient ensuite une route à chaussée unique pour le reste de son tracé. À Lac-des-Écorces, elle croise la route 311. Puis elle se dirige vers Mont-Laurier, croisant la route 309 vers Gatineau et Ferme-Neuve, puis plus au nord, elle croise les routes 105 et 107 qui se dirigent vers Maniwaki et Gatineau. Par la suite, elle commence la longue traversée de la Réserve faunique La Vérendrye, qui se termine 226 km plus au nord, près du croisement avec la route 113. À partir de cette intersection, la route change d'orientation pour adopter une trajectoire est / ouest en croisant Val-d'Or et Rouyn-Noranda. Il y a un chevauchement avec la route 111 à Val-d'Or et avec la route 101 à Rouyn-Noranda. La route 117 se termine à la frontière du Québec et de l'Ontario.

## Frontière interprovinciale
À son extrémité nord, la route 117 relie le Québec à l'Ontario, alors qu'elle devient la route 66. Elle entre en Ontario par la localité de Kearns, située dans la petite municipalité du canton de McGarry, dans le district de Timiskaming. La ville importante la plus proche est Kirkland Lake, située à 43 km de la frontière québécoise.

## Localités traversées (du sud au nord)
Liste des municipalités dont le territoire est traversé par la route 117, regroupées par municipalité régionale de comté.

### Montréal
Hors MRC
- Montréal
  - Arrondissement Saint-Laurent
  - Arrondissement Ahuntsic-Cartierville

### Laval
Laval
- Laval

### Laurentides

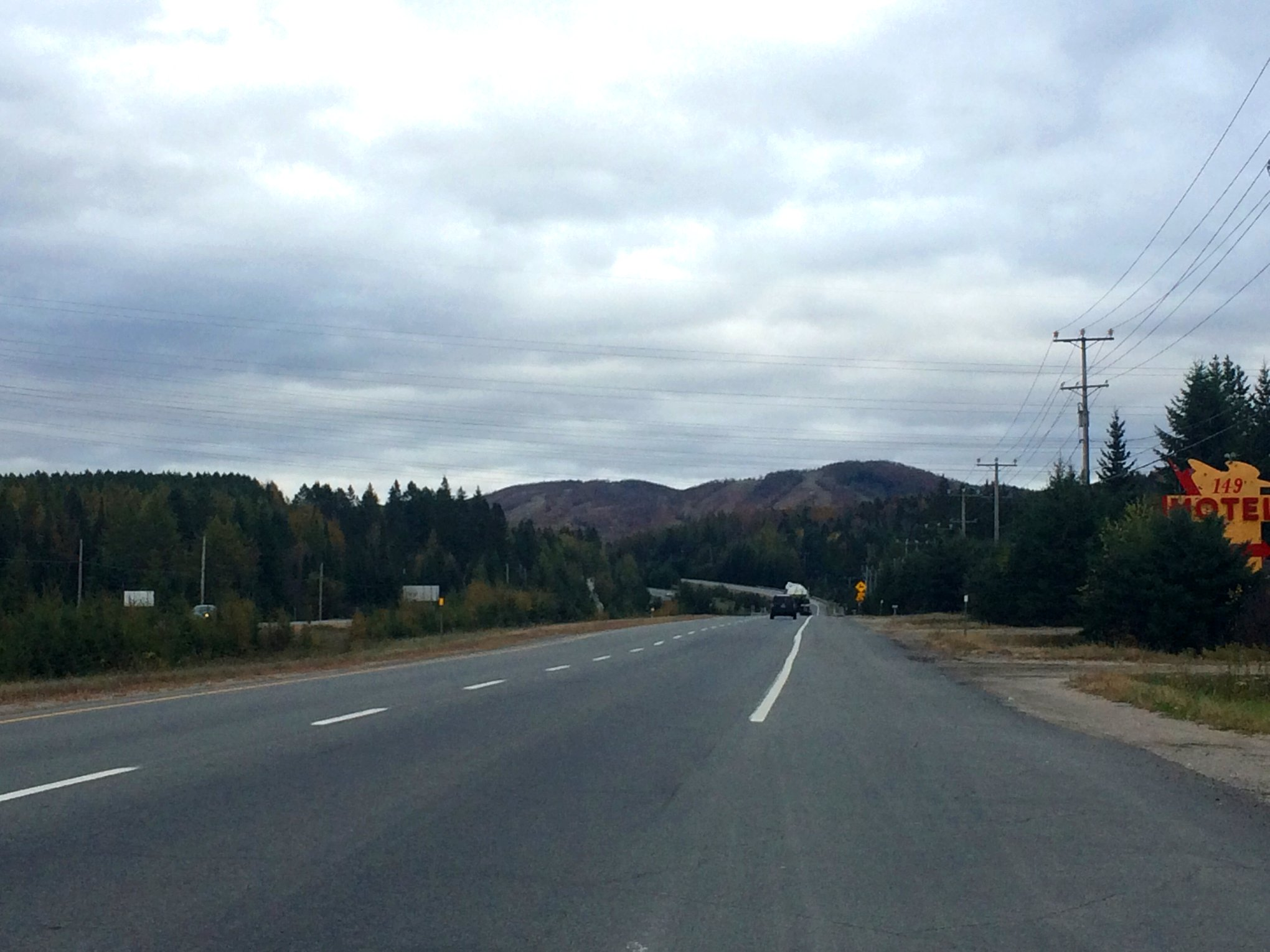
La route 117 à Mont-Tremblant

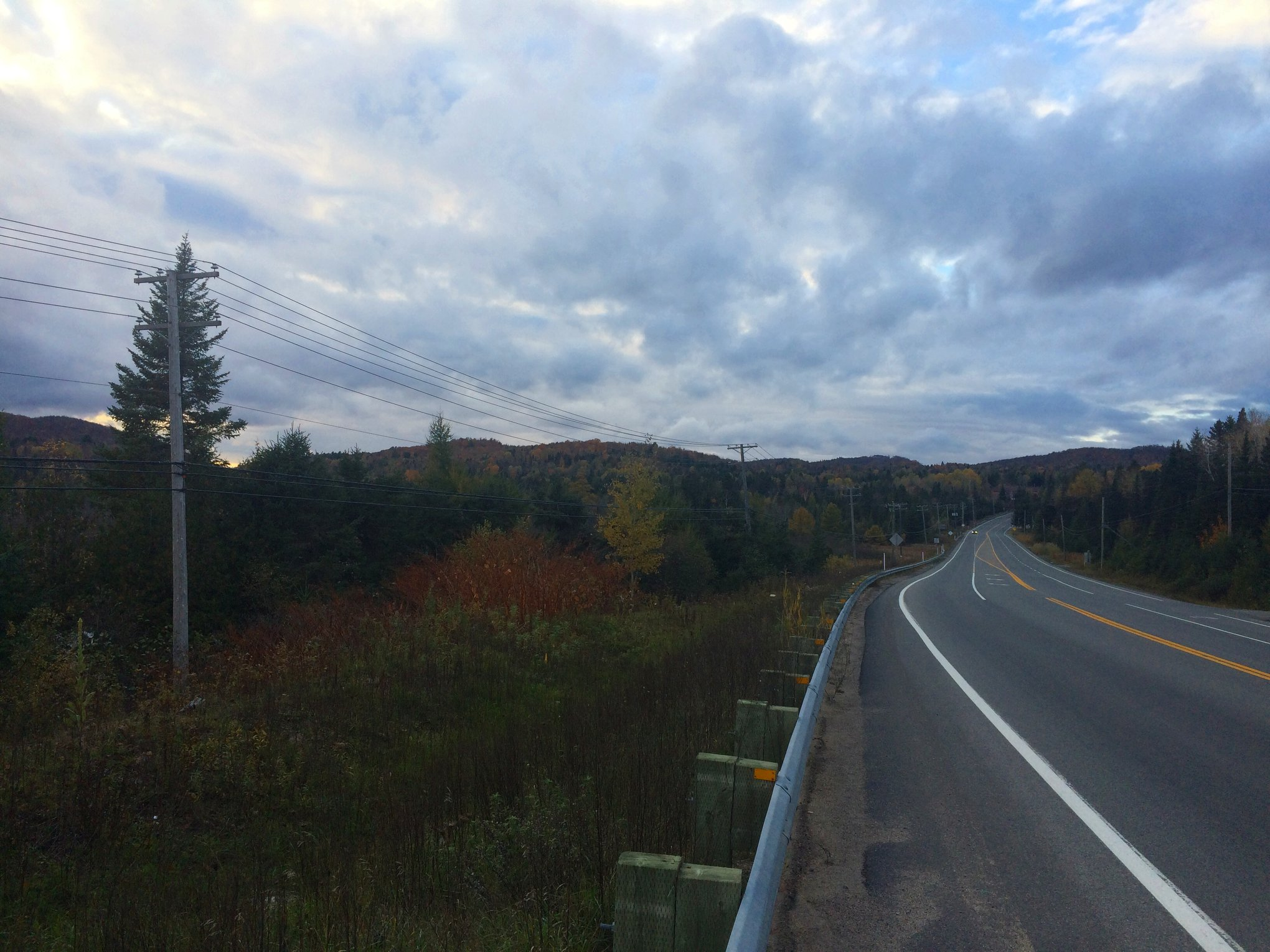
La route 117 à Sainte-Adèle

Thérèse-De Blainville
- Rosemère
- Sainte-Thérèse
- Blainville

Mirabel
- Mirabel

La Rivière-du-Nord
- Saint-Jérôme
- Prévost

Les Pays-d'en-Haut
- Sainte-Anne-des-Lacs
- Piedmont
- Sainte-Adèle

Les Laurentides
- Val-Morin
- Val-David
- Sainte-Agathe-des-Monts
- Ivry-sur-le-Lac
- Mont-Blanc
- Mont-Tremblant
- La Conception
- Labelle

Antoine-Labelle
- Rivière-Rouge
- Nominingue
- Lac-Saguay
- Lac-des-Écorces
- Mont-Laurier

### Outaouais
La Vallée-de-la-Gatineau
- Aumond
- Grand-Remous
- Montcerf-Lytton

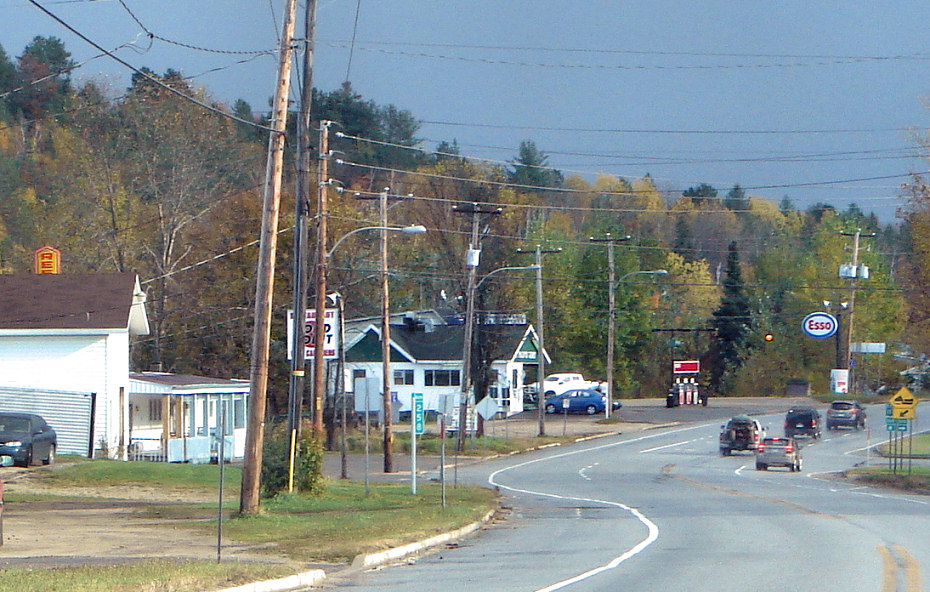
La route 117 à Grand-Remous

Entrée dans la Réserve faunique La Vérendrye.
- Cascades-Malignes (TNO)
- Lac-Pythonga (TNO)

### Abitibi-Témiscamingue
La Vallée-de-l'Or
- Réservoir-Dozois (TNO)
- Matchi-Manitou (TNO)

Sortie de la Réserve faunique La Vérendrye.
- Val-d'Or
- Malartic
- Rivière-Héva

Hors MRC
- Rouyn-Noranda

## Intersections majeures
| MRC                                                                          | Municipalité                             | km            | Sortie                                                          | Destinations                                                                                      | Notes |
| ---------------------------------------------------------------------------- | ---------------------------------------- | ------------- | --------------------------------------------------------------- | ------------------------------------------------------------------------------------------------- | --- |
| Montréal                                                                     | Montréal                                 | 0,00          |                                                                 | A-15 / A-40 vers A-520 – Laval, Québec, Montréal (Centre-ville), Pont Champlain, Ottawa, Gatineau | Échangeur Décarie; sortie 70 de l'A-15; sortie 66 de l'A-40                                                                               |
| Montréal                                                                     | Montréal                                 | 0,00          | Boulevard Décarie                                               | Sortie direction nord, entrée direction sud                                                       | |
| Montréal                                                                     | Montréal                                 | 2,00          | Boulevard de la Côte-Vertu                                      |                                                                                                   | |
| Montréal                                                                     | Montréal                                 | 4,10          | Boulevard Henri-Bourassa                                        |                                                                                                   | |
| Montréal                                                                     | Montréal                                 | 4,60          | Boulevard Keller                                                | Terminus sud des voies à sens unique                                                              | |
| Montréal                                                                     | Montréal                                 | 5,60          | Boulevard Gouin                                                 |                                                                                                   | |
| Montréal                                                                     | Montréal                                 | 5,90          | Transition sens-unique                                          | Terminus nord des voies à sens unique                                                             | |
| Rivière des Prairies                                                         | Rivière des Prairies                     | 6,00–6,30     | Pont Lachapelle                                                 | Pont Lachapelle                                                                                   | Pont Lachapelle |
| Laval                                                                        | Laval                                    | 7,00          |                                                                 | Boulevard Chomedey / Boulevard Cartier                                                            | |
| Laval                                                                        | Laval                                    | 9,80          | Boulevard Saint-Martin                                          | Ancienne R-148                                                                                    | |
| Laval                                                                        | Laval                                    | 11,70         | A-440                                                           | Sortie 19 de l'A-440                                                                              | |
| Laval                                                                        | Laval                                    | 14,50         | A-15 – Montréal, Saint-Jérôme                                   | Sortie 14 de l'A-15                                                                               | |
| Rivière des Mille Îles                                                       | Rivière des Mille Îles                   | 17,60–18,10   | Pont Marius-Dufresne                                            | Pont Marius-Dufresne                                                                              | Pont Marius-Dufresne |
| Thérèse-De Blainville                                                        | Rosemère                                 | 19,10         |                                                                 | R-344 (Chemin de la Grande-Côte)                                                                  | |
| Thérèse-De Blainville                                                        | Limite Rosemère–Sainte-Thérèse           | 20,80         | A-640 – Repentigny, Saint-Eustache                              | Sortie 22 de l'A-640                                                                              | |
| Mirabel                                                                      | Mirabel                                  | 35,60         | A-50 ouest vers A-15 – Lachute, Gatineau, Aéroport Mirabel      | Terminus est de l'A-50                                                                            | |
| La Rivière-du-Nord                                                           | Saint-Jérôme                             | 40,50         | R-158 (Boulevard Lachapelle) vers A-15                          |                                                                                                   | |
| La Rivière-du-Nord                                                           | Saint-Jérôme                             | 46,00         | R-333 nord – Saint-Hippolyte                                    | Terminus sud de la R-333                                                                          | |
| La Rivière-du-Nord                                                           | Saint-Jérôme                             | 46,50         | 46                                                              | Vers A-15 – Montréal                                                                              | Montréal indiqué en direction sud seulement; la R-117 sud utilise la sortie 46                                                            |
| Les Pays-d'en-Haut                                                           | Sainte-Anne-des-Lacs                     | 57,90         |                                                                 | Vers A-15 / Chemin de Sainte-Anne-des-Lacs – Sainte-Anne-des-Lacs                                 | Sortie 57 de l'A-15 |
| Les Pays-d'en-Haut                                                           | Sainte-Adèle                             | 63,80         | Vers A-15 / Chemin du Mont-Gabriel                              | Sortie 64 de l'A-15                                                                               | |
| Les Pays-d'en-Haut                                                           | Sainte-Adèle                             | 65,90–66,80   | A-15 sud – Montréal                                             | Sortie direction sud, entrée direction nord; sortie 67 de l'A-15                                  | |
| Les Pays-d'en-Haut                                                           | Sainte-Adèle                             | 68,20         | R-370 vers A-15 nord – Sainte-Marguerite-du-Lac-Masson, Estérel | Terminus ouest de la R-370                                                                        | |
| Les Pays-d'en-Haut                                                           | Sainte-Adèle                             | 70,10         | A-15 sud – Montréal                                             | Entrée vers A-15 sud seulement                                                                    | |
| Les Laurentides                                                              | Val-Morin                                | 75,50         | A-15 sud – Montréal                                             | Pas d'accès en direction nord; sortie 76 de l'A-15                                                | |
| Les Laurentides                                                              | Sainte-Agathe-des-Monts                  | 85,20         | A-15 – Montréal, Mont-Tremblant                                 | Sortie 86 de l'A-15                                                                               | |
| Les Laurentides                                                              | Sainte-Agathe-des-Monts                  | 86,20         | R-329 sud – Centre-ville, Saint-Adolphe-d'Howard, Morin-Heights | Terminus sud du multiplex avec la R-329; carrefour giratoire                                      | |
| Les Laurentides                                                              | Sainte-Agathe-des-Monts                  | 88,60         |                                                                 | R-329 nord – Saint-Donat, Lantier                                                                 | Terminus nord du multiplex avec la R-329                                                                                                  |
| Les Laurentides                                                              | Sainte-Agathe-des-Monts                  | 88,60         | 89t                                                             | A-15 sud – Montréal                                                                               | Terminus sud de la désignation de route transcanadienne; terminus nord de l'A-15; la R-117 sud utilise la sortie 89                       |
| Les Laurentides                                                              | Mont-Blanc                               | 107,10        | 107                                                             | Mont-Blanc, Lac-Supérieur                                                                         | Échangeur |
| Les Laurentides                                                              | Mont-Tremblant                           | 113,60        |                                                                 | Rue Siméon, Mont-Tremblant (Centre-ville), Rue de Saint-Jovite                                    | Carrefour giratoire; Mont-Tremblant (Centre-ville) indiqué en direction nord, Rue de Saint-Jovite indiqué en direction sud                |
| Les Laurentides                                                              | Mont-Tremblant                           | 114,70        | Aucune identification                                           | Carrefour giratoire                                                                               | |
| Les Laurentides                                                              | Mont-Tremblant                           | 116,30        | 116                                                             | R-327 (Rue Léonard) – Huberdeau, Lachute                                                          | Échangeur |
| Les Laurentides                                                              | Mont-Tremblant                           | 117,50        | 117                                                             | R-323 sud (Chemin de Brébeuf) – Montebello, Brébeuf, Mont-Tremblant (Centre-ville)                | Échangeur; terminus nord de la R-323; Chemin de Brébeuf indiqué en direction nord, Mont-Tremblant (Centre-ville) indiqué en direction sud |
| Les Laurentides                                                              | Mont-Tremblant                           | 120,00–121,10 | 119                                                             | Montée Ryan                                                                                       | Échangeur |
| Les Laurentides                                                              | La Conception                            | 126,30        | 126                                                             | Route des Tulipes – La Conception                                                                 | Échangeur |
| Les Laurentides                                                              | Labelle                                  | 139,70        | 140                                                             | Boulevard du Curé-Labelle                                                                         | Échangeur |
| Les Laurentides                                                              | Labelle                                  | 142,40        | 143                                                             | Labelle, La Macaza                                                                                | Échangeur |
| Les Laurentides                                                              | Labelle                                  | 144,80        | 145                                                             | Boulevard du Curé-Labelle                                                                         | Direction nord seulement; échangeur |
| Les Laurentides                                                              | Labelle                                  | 146,00        |                                                                 | Boulevard du Curé-Labelle, La Minerve                                                             | Carrefour giratoire en construction |
| Antoine-Labelle                                                              | Rivière-Rouge                            | 160,00        |                                                                 | Chemin Deslauriers / Rue de l'Annonciation sud                                                    | Carrefour giratoire |
| Antoine-Labelle                                                              | Rivière-Rouge                            | 161,10        | 162                                                             | La Macaza – Mont-Tremblant – Rivière-Rouge (Centre-ville), La Macaza                              | Échangeur |
| Antoine-Labelle                                                              | Rivière-Rouge                            | 162,10        |                                                                 | R-321 – Nominingue, L'Ascension                                                                   | Carrefour giratoire |
| Antoine-Labelle                                                              | Lac-des-Écorces                          | 209,80        | R-311 nord – Chute-Saint-Philippe, Mont-Saint-Michel            | Terminus sud du multiplex avec la R-311                                                           | |
| Antoine-Labelle                                                              | Lac-des-Écorces                          | 210,20        | R-311 sud – Val-Barrette, Kiamika                               | Terminus nord du multiplex avec la R-311                                                          | |
| Antoine-Labelle                                                              | Mont-Laurier                             | 222,90        | R-309 – Gatineau, Ferme-Neuve                                   |                                                                                                   | |
| Antoine-Labelle                                                              | Mont-Laurier                             | 240,00        | R-107 sud – Aumond                                              | Terminus nord de la R-107                                                                         | |
| La Vallée-de-la-Gatineau                                                     | Grand-Remous                             | 257,30        | R-105 sud – Maniwaki, Gatineau                                  | Terminus nord de la R-105                                                                         | |
| La Vallée-de-la-Gatineau                                                     | Limite Montcerf-Lytton–Cascades-Malignes | 275,00        | Entrée sud de la réserve faunique de La Vérendrye               | Entrée sud de la réserve faunique de La Vérendrye                                                 | Entrée sud de la réserve faunique de La Vérendrye                                                                                         |
| La Vallée-de-la-Gatineau                                                     | Lac-Pythonga                             | 329,00        | Aire de service Le Domaine                                      | Aire de service Le Domaine                                                                        | Aire de service Le Domaine |
| La Vallée-de-l'Or                                                            | Limite Matchi-Manitou–Val-d'Or           | 455,00        | Entrée nord de la réserve faunique de La Vérendrye              | Entrée nord de la réserve faunique de La Vérendrye                                                | Entrée nord de la réserve faunique de La Vérendrye                                                                                        |
| La Vallée-de-l'Or                                                            | Val-d'Or                                 | 479,80        |                                                                 | R-113 nord – Senneterre, Lebel-sur-Quévillon                                                      | Terminus sud de la R-113 |
| La Vallée-de-l'Or                                                            | Val-d'Or                                 | 508,30        | 3e Avenue / Rue Saint-Jacques – Centre-ville                    | Carrefour giratoire                                                                               | |
| La Vallée-de-l'Or                                                            | Val-d'Or                                 | 510,70        | R-397 nord – Barraute                                           | Terminus sud de la R-397; carrefour giratoire                                                     | |
| La Vallée-de-l'Or                                                            | Val-d'Or                                 | 511,70        | Rue de l'Hydro                                                  | Carrefour giratoire                                                                               | |
| La Vallée-de-l'Or                                                            | Val-d'Or                                 | 513,60        | R-111 nord – Amos                                               | Terminus sud de la R-111; carrefour giratoire                                                     | |
| La Vallée-de-l'Or                                                            | Val-d'Or                                 | 516,50        | 3e Avenue / Boulevard Barrette – Centre-ville                   | Carrefour giratoire                                                                               | |
| La Vallée-de-l'Or                                                            | Malartic                                 | 540,30        | Rue de l'Accueil / Chemin du Camping-Régional                   | Carrefour giratoire                                                                               | |
| La Vallée-de-l'Or                                                            | Rivière-Héva                             | 555,40        | R-109 nord – Amos                                               | Terminus sud de la R-109                                                                          | |
| Rouyn-Noranda                                                                | Rouyn-Noranda                            | 572,50        | R-395 nord – Preissac                                           | Terminus sud de la R-395                                                                          | |
| Rouyn-Noranda                                                                | Rouyn-Noranda                            | 614,50        | Avenue Larrivière – Centre-ville                                | Carrefour giratoire; ancien tracé de la R-117                                                     | |
| Rouyn-Noranda                                                                | Rouyn-Noranda                            | 622,10        | R-101 nord – D'Alembert                                         | Terminus sud du multiplex avec la R-101                                                           | |
| Rouyn-Noranda                                                                | Rouyn-Noranda                            | 627,20        | Avenue Davy / Rue Mantha                                        | Carrefour giratoire                                                                               | |
| Rouyn-Noranda                                                                | Rouyn-Noranda                            | 644,50        | R-101 sud – Ville-Marie                                         | Terminus nord du multiplex avec la R-117                                                          | |
| Rouyn-Noranda                                                                | Rouyn-Noranda                            | 663,90        |                                                                 | Route 66 ouest – Kirkland Lake                                                                    | Continue en Ontario |
| - Terminus de multiplex - Accès incomplet - Transition de route - Non-ouvert |                                          |               |                                                                 |                                                                                                   | |